# Biz Stone

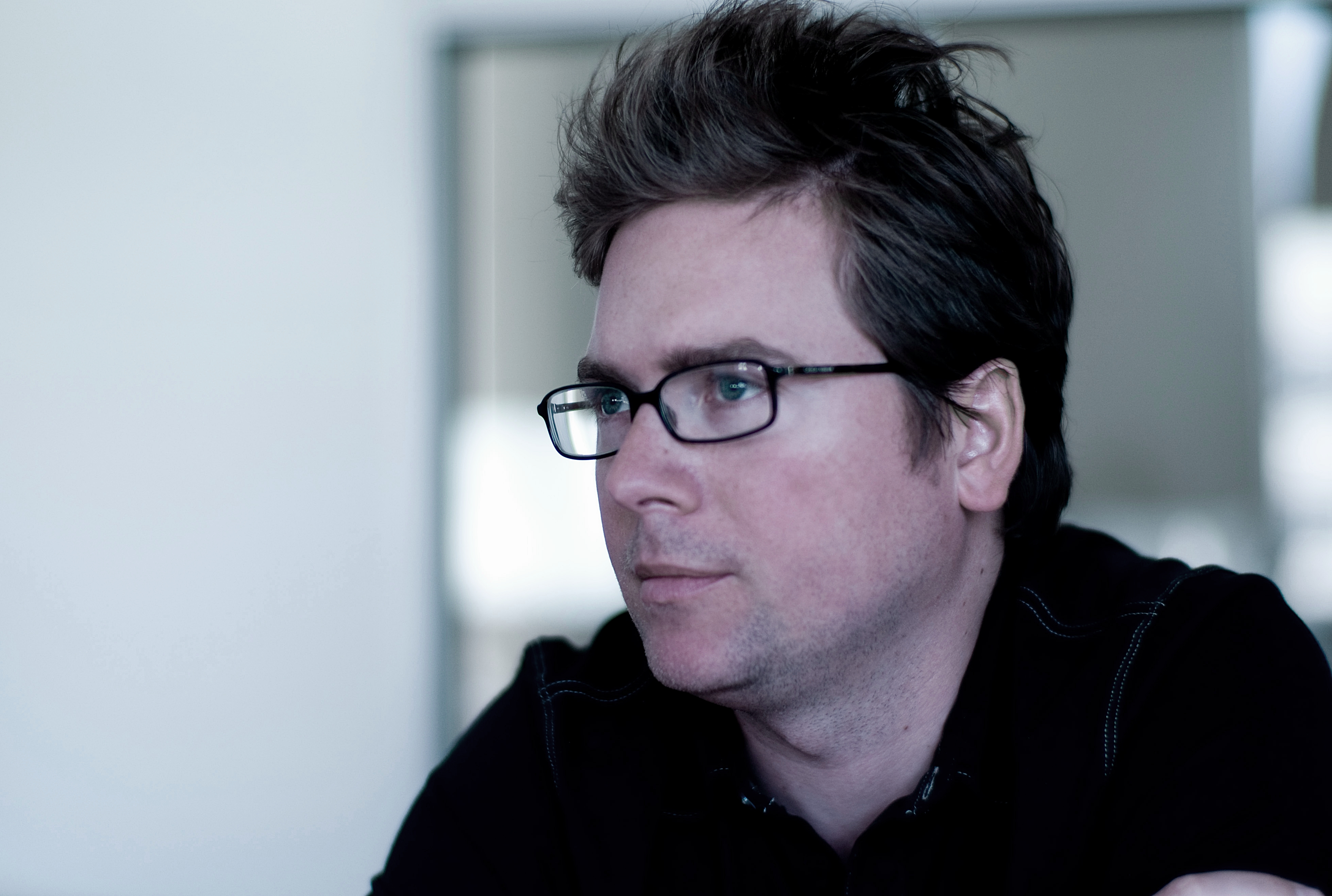
Biz Stone in 2008

Christopher Isaac 'Biz' Stone (10 maart 1974) is een medeoprichter van Twitter, hij hielp ook mee met de oprichting van Xanga, Odeo en Medium. In 2012 was Biz Stone medeoprichter van Jelly Industries, waar hij nu ceo is.

## Educatie
Christopher Isaac 'Biz' Stone studeerde af aan de Wellesley High School in Wellesley (Massachusetts). Verder heeft Biz Stone ook nog gestudeerd aan de Northeastern University en de University of Massachusetts Boston, maar daar behaalde hij geen diploma.

## Carrière
Stone is een private investeerder en adviseur. Hij investeert budget in verschillende bedrijven. Hieruit haalt hij winsten. De winsten die hij daaruit haalt investeert hij in andere nieuwe ondernemingen. Die investeringen doet hij in verschillende sectoren. Voorbeelden van bedrijven waarin hij geïnvesteerd heeft zijn Medium, Square, Inc., Beyond Meat, Workpop, Lyft en GoodFit. Zijn nieuwste investering is in Jelly Industries.
Stone maakte zijn debuut als regisseur in samenwerking met Ron Howard en Canon aan een kortfilm als onderdeel van het Project Imaginat10n. Stone beschreef de opportuniteit als een kans om een langdurige drang te bevredigen. Daarnaast is Stone uitvoerend regisseur van WIRED, een dramaserie die zich afspeelt in de jaren 70 en vertelt over de geboorte van de computerindustrie.
Stone werkte ook nog van 2003 tot 2005 bij Google.

## Prijzen en onderscheidingen
In 2009 werd Stone samen met Evan Williams verkozen tot 'Nerd van het jaar'Nerd of the year door GQ Magazine. Dit was naar aanleiding van de oprichting van het platform van Twitter. De oprichting daarvan bracht nog meer prijzen en onderscheidingen teweeg.
Stone kreeg de onderscheiding van 'International Center for Journalism Innovation Award'. Deze prijs sleep je in de wacht wanneer je het meest innovatief uit de hoek komt inzake journalistiek. Door het tijdschrift Time werd hij bevonden als een van de meest invloedrijke personen in de wereld. Inc. Magazine plaatste hem bij het lijstje van "ondernemers van het afgelopen decennium". In 2009 werd stone door "The Vanity Fair" op plaats 9 gezet in de top 100 van de meest invloedrijke personen van het afgelopen jaar. Ondernemers zoals Steve Jobs moest hij voor zich dulden.

## Persoonlijk leven
Christopher Isaac 'Biz' Stone groeide op in Massachusetts. Nu woont hij in Marin County, California met zijn vrouw Livia en zijn zoon Jacob. Samen met zijn vrouw stichtte hij de Biz and Livia Stone Foundation in 2011. Deze organisatie is tot op heden nog steeds actief. De organisatie biedt ondersteuning aan het onderwijs in California.
Stone is vegetarisch sinds hij Farm Sanctuary bezocht omdat hij begaan is met dierenwelzijn en milieubewegingen. Ook is hij begaan met onderwijs. Hij is adviseur bij DonorsChoose waarbij hij bijdrages levert. DonorsChoose is een non-profitorganisatie die verloederde klaslokalen helpt.
Stone zelf is een blogger. Hij schreef daaromtrent twee boeken, Blogging: Genius Strategies for Instant Web Content (New Riders, 2002) and Who Let The Blogs Out? (St Martins, 2004).
Het vermogen van Stone wordt boven de 200 miljoen dollar geschat.